# Nogometno središte Našice

## Povijest Nogometnog središta Našice
Razvojem nogometnih klubova na području tadašnje općine Našice i okolice došlo je i do potrebe osnivanja Nogometnog središta. Tako je 1961. godine osnovan Nogometni podsavez u Našicama, a 1975. godine formiran je Nogometni savez općine Našice. Na tim temeljima je 1996. godine ustrojeno Nogometno središte Našice koje je sastavni dio Županijskog nogometnog saveza osječko-baranjska županija i Hrvatskog nogometnog saveza. Uz navedeno, Nogometno središte Našice je i član Športske zajednice Grada Našica. Kao što je već rečeno, razvojem nogometa i osnivanjem klubova došlo je do potrebe za osnivanjem našičkog nogometnog središta. Do tada su klubovi svoje igrače morali registrirati i ostale administrativne klupske poslove obavljati u Osijeku, što su i činili pojedinačno ili skupno. Iako su se klubovi osnivali u prvoj polovici i sredinom 20. stoljeća, većina klubova nije bila uključena u prvenstvena i ostala službena natjecanja, već su utakmice odigravali povremeno ( prijateljske i revijalne utakmice ). Poslije Drugog svjetskog rata, nakon osnivanja većeg broja klubova, sve više njih se uključivalo i u službena natjecanja.

## Nogometno središte Našice
Nogometno središte Našice okuplja nogometne klubove s područja grada Našica (12 klubova) i pet općina - Đurđenovac (5 klubova), Feričanci (1 klub), Koška (4 kluba), D.Motičina (2 kluba) i Podgorač (5 klubova). U sastavu Nogometnog središta Našice djeluje 28 klubova koji su sa svojih četrdesetak natjecateljskih ekipa uključeni u natjecanja koja su pod ingerencijom Nogometnog središta Našice, a desetak natjecateljskih ekipa još sudjeluje u višim rangovima natjecanja koji su pod nadležnošću Hrvatskog nogometnog saveza, Središta Osijek i Županijskog nogometnog saveza Osječko-baranjske županije. Natjecanja pod okriljem Nogometnog središta Našice su sljedeća:
- 2. županijska nogometna liga - Našice (2. ŽNL Našice)
- Liga Nogometnog središta Našice (LNS Našice)
- Liga mladeži - juniori
- Liga mladeži - pioniri
- Liga mladeži - početnici U-10
- Liga mladeži - prednatjecatelji U-8

Natjecanjima LNS Našice i Liga mladeži rukovode tijela izabrana od strane Izvršnog odbora te zajedno s tijelima 2. ŽNL Našice koja su verificirana od strane Izvršnog odbora Županijskog nogometnog saveza Osječko-baranjske županije. U sklopu Nogometnog središta Našice djeluju još Zbor nogometnih sudaca Našice i Zbor nogometnih trenera NS Našice. Nogometno središte Našice organizira i Kup natjecanje uz sudjelovanje svih klubova, a pobjednik kupa sudjeluje u kup natjecanju Županijskog nogometnog središta Osječko-baranjske županije.

## Ostalo
Nogometno središte Našice, po uzoru na HNS, u kojem su umreženi klubovi prvog do trećeg stupnja natjecanja, među prvima je u Hrvatskoj koje je u nižim ligama provelo umrežavanje svih svojih klubova putem interneta, te vođenje sustava natjecanja prema službenom HNS-ovom sustavu COMET.

## Popis klubova, liga i godina osnivanja
3. HNL – Istok - 2023./24.
- NK NAŠK Našice - 1919.

1. ŽNL Osječko-baranjska- 2023./24.
- NK Đurđenovac Đurđenovac - 1921.
- NK FEŠK Feričanci - 1927.
- NK Motičina Donja Motičina - 1948.
- NK Omladinac Vukojevci - 1967.

2. ŽNL Našice  - 2023./24.
- NK Brezik Brezik Našički - 1959.
- NK Croatia Velimirovac - 1948.
- NK Iskrica Šaptinovci - 1948.
- NK Lila Lila - 1981.
- NK Martin Martin - 2009.
- NK Mladost Stipanovci - 1957.
- NK Omladinac Niza - 1963.
- NK Slavonija Klokočevci - 1922.
- NK Sloga Podgorač - 1921.
- NK Vihor Jelisavac - 1962.
- NK Zagorac Beljevina - 1949.
- NK Zoljan Zoljan - 1975.
- NK Željezničar Markovac Našički - 1946.

Liga NS Našice   - 2023./24.
- NK Dinamo Budimci - 1996.
- NK Lađanska Lađanska -1981.
- NK Lug Bokšić Lug - 1999.
- NK Mladost Breznica Našička - 1948.
- NK Poganovci Poganovci - 1971.
- NK Polet Bokšić - 1954.
- NK Seljak Koška - 1919.
- NK Seona Seona - 1973.
- NK Vuka Razbojište - 1977.
- NK Šipovac Našice - 1948.

Zbog malog broja klubova u sezonama 2021./22.,2022/23. nastupala su i četiri kluba iz Lige NS Donji Miholjac.
Klubovi u stanju mirovanja
- NK Ravnica Bijela Loza - 2009.
- NK Slavonac Pribiševci - 1973.
- NK Slavonija NLT Normanci Lug Subotički Topoline - 2021.

2. Hrvatska malonogometna liga - istok
- MNK Našice Našice - 2005.

Ženski nogometni klubovi
- ŽNK NAŠK Našice - 2018.

Ženski nogometni klubovi u stanju mirovanja
- ŽNK Motičina Donja Motičina - 2001.
- ŽNK Vihor Jelisavac - 2002.

## Vanjske poveznice
- http://www.nogos.info/  Arhivirana inačica izvorne stranice od 22. svibnja 2016. (Wayback Machine)
- http://www.hns-cff.hr/
- http://nkomladinacniza.bloger.index.hr/  Arhivirana inačica izvorne stranice od 18. siječnja 2014. (Wayback Machine)
- http://mladostnasickabreznica.blogspot.com/

| Nogometni klubovi u sastavu Nogometnog središta Našice | Nogometni klubovi u sastavu Nogometnog središta Našice | Nogometni klubovi u sastavu Nogometnog središta Našice |
| --- | ------------------------------------------------------ | ------------------------------------------------------ |
| |                                                        |                                                        |
| NK Brezik Brezik Našički • NK Croatia Velimirovac • NK Dinamo Budimci • NK Đurđenovac • NK FEŠK Feričanci • NK Iskrica Šaptinovci • NK Lađanska • NK Lila • NK Lug Bokšić Lug • NK Martin • NK Mladost Našička Breznica • NK Mladost Stipanovci • NK Motičina Donja Motičina • NK NAŠK Našice • NK Omladinac Niza • NK Omladinac Vukojevci • NK Poganovci • NK Polet Bokšić • NK Seona • NK Slavonac Pribiševci • NK Slavonija Klokočevci • NK Slavonija NLT • NK Seljak Koška • NK Sloga Podgorač • NK Šipovac Našice • NK Vihor Jelisavac • NK Vuka Razbojište • NK Zagorac 1952 Beljevina • NK Zoljan • NK Željezničar Markovac Našički • Nogometno središte Našice • MNK Našice |                                                        |                                                        |

| Nogometni klubovi u sastavu Nogometnog središta Našice | Nogometni klubovi u sastavu Nogometnog središta Našice | Nogometni klubovi u sastavu Nogometnog središta Našice |
| --- | ------------------------------------------------------ | ------------------------------------------------------ |
| |                                                        |                                                        |
| NK Brezik Brezik Našički • NK Croatia Velimirovac • NK Dinamo Budimci • NK Đurđenovac • NK FEŠK Feričanci • NK Iskrica Šaptinovci • NK Lađanska • NK Lila • NK Lug Bokšić Lug • NK Martin • NK Mladost Našička Breznica • NK Mladost Stipanovci • NK Motičina Donja Motičina • NK NAŠK Našice • NK Omladinac Niza • NK Omladinac Vukojevci • NK Poganovci • NK Polet Bokšić • NK Seona • NK Slavonac Pribiševci • NK Slavonija Klokočevci • NK Slavonija NLT • NK Seljak Koška • NK Sloga Podgorač • NK Šipovac Našice • NK Vihor Jelisavac • NK Vuka Razbojište • NK Zagorac 1952 Beljevina • NK Zoljan • NK Željezničar Markovac Našički • Nogometno središte Našice • MNK Našice |                                                        |                                                        |

| Nogometna središta Županijskog nogometnog saveza Osječko-baranjske županije           | Nogometna središta Županijskog nogometnog saveza Osječko-baranjske županije |
| ------------------------------------------------------------------------------------- | --------------------------------------------------------------------------- |
|                                                                                       |                                                                             |
| NS Beli Manastir • NS Donji Miholjac • NS Đakovo • NS Našice • NS Osijek • NS Valpovo |                                                                             |

| Nogometna središta Županijskog nogometnog saveza Osječko-baranjske županije           | Nogometna središta Županijskog nogometnog saveza Osječko-baranjske županije |
| ------------------------------------------------------------------------------------- | --------------------------------------------------------------------------- |
|                                                                                       |                                                                             |
| NS Beli Manastir • NS Donji Miholjac • NS Đakovo • NS Našice • NS Osijek • NS Valpovo |                                                                             |